# Palazzo Marino
Palazzo Marino (el Marin in dialetto milanese), opera cinquecentesca dell'architetto perugino Galeazzo Alessi, è un palazzo nobiliare di Milano, sede dell'amministrazione comunale dal 19 settembre 1861. Già di proprietà di Tommaso Marino, ma ben presto pignorato per via dei suoi debiti e finito nelle mani del banchiere Emilio Omodei. Venne acquistato dallo Stato nel 1781, divenendo all'indomani dell'Unità d'Italia (1861) la sede centrale del comune di Milano. Situato sul fronte orientale di piazza della Scala appare nelle forme del restauro portato a termine da Luca Beltrami nel 1892.

## Storia

### Il progetto di Galeazzo Alessi per Tommaso Marino

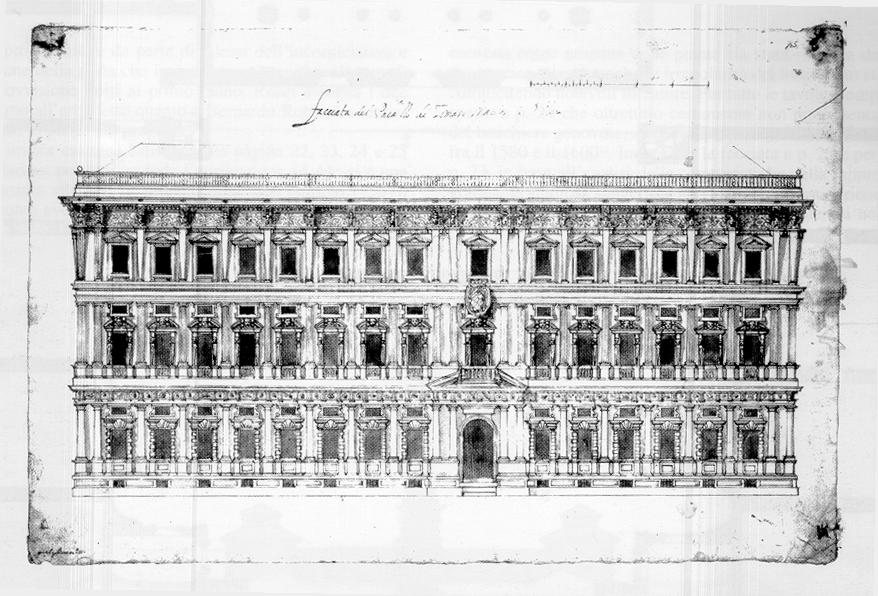
Progetto del 1557 di Galeazzo Alessi, modificato in corso d'opera, della facciata su piazza San Fedele

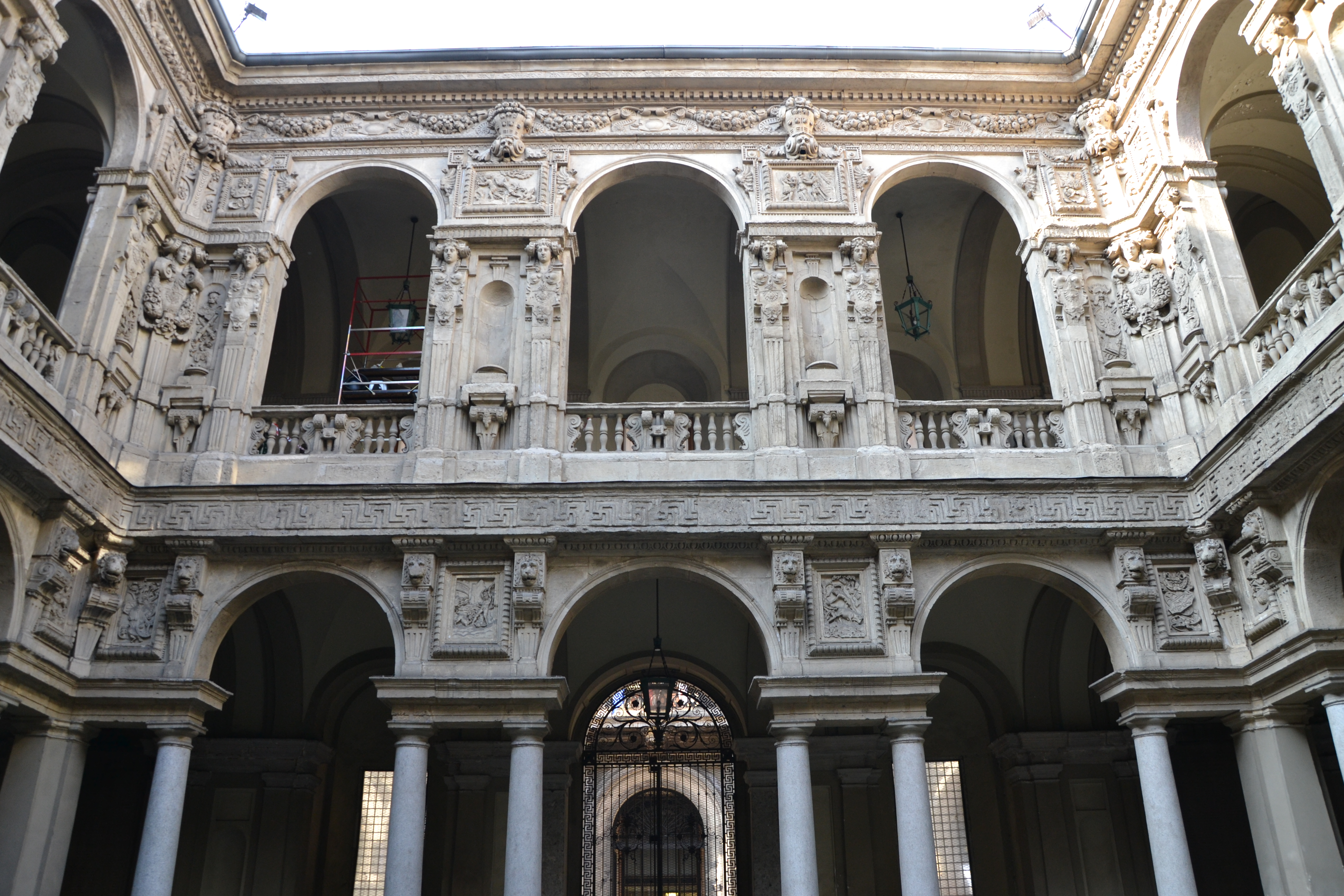
Cortile d'onore del palazzo

Il palazzo venne commissionato dal banchiere e commerciante genovese Tommaso Marino come residenza nobiliare della ricca famiglia Marino. Esso venne costruito fra il 1557 ed il 1563 su progetto dell'architetto perugino Galeazzo Alessi, appositamente convocato a Milano proprio per l'occasione. Il palazzo si orientava originariamente verso piazza San Fedele.
Molti scultori della Fabbrica del Duomo parteciparono attivamente alla realizzazione degli intagli del palazzo. I milanesi tuttavia vedevano di cattivo occhio questo grandioso progetto, tanto che quando nel 1560 il conte Tommaso Marino aveva ottenuto il permesso di aprire una nuova strada che, partendo dall'ingresso principale del palazzo, si sarebbe congiunta fino a Piazza Mercanti, il malcontento popolare riuscì addirittura a bloccarne la realizzazione.
La costruzione del palazzo continuò con uno stile comparabile a quello delle più ricche corti dell'intera cristianità: nel cortile del palazzo furono raffigurate le Fatiche di Ercole e le Metamorfosi di Ovidio. Il Salone d'onore (oggi conosciuto come Salone dell'Alessi) aveva dipinto sul soffitto le Nozze di Amore e Psiche nel convito degli Dei e aveva realizzato gli stucchi sempre con storie di Amore e Psiche. Agli angoli del soffitto Aurelio Busso aveva dipinto le Quattro Stagioni. Sotto il cornicione le Muse, Bacco, Apollo e Mercurio affrescati da Ottavio Semino, alternate con bassorilievi con le storie di Perseo. Sugli ingressi erano stati collocati i busti di Marte e Minerva.

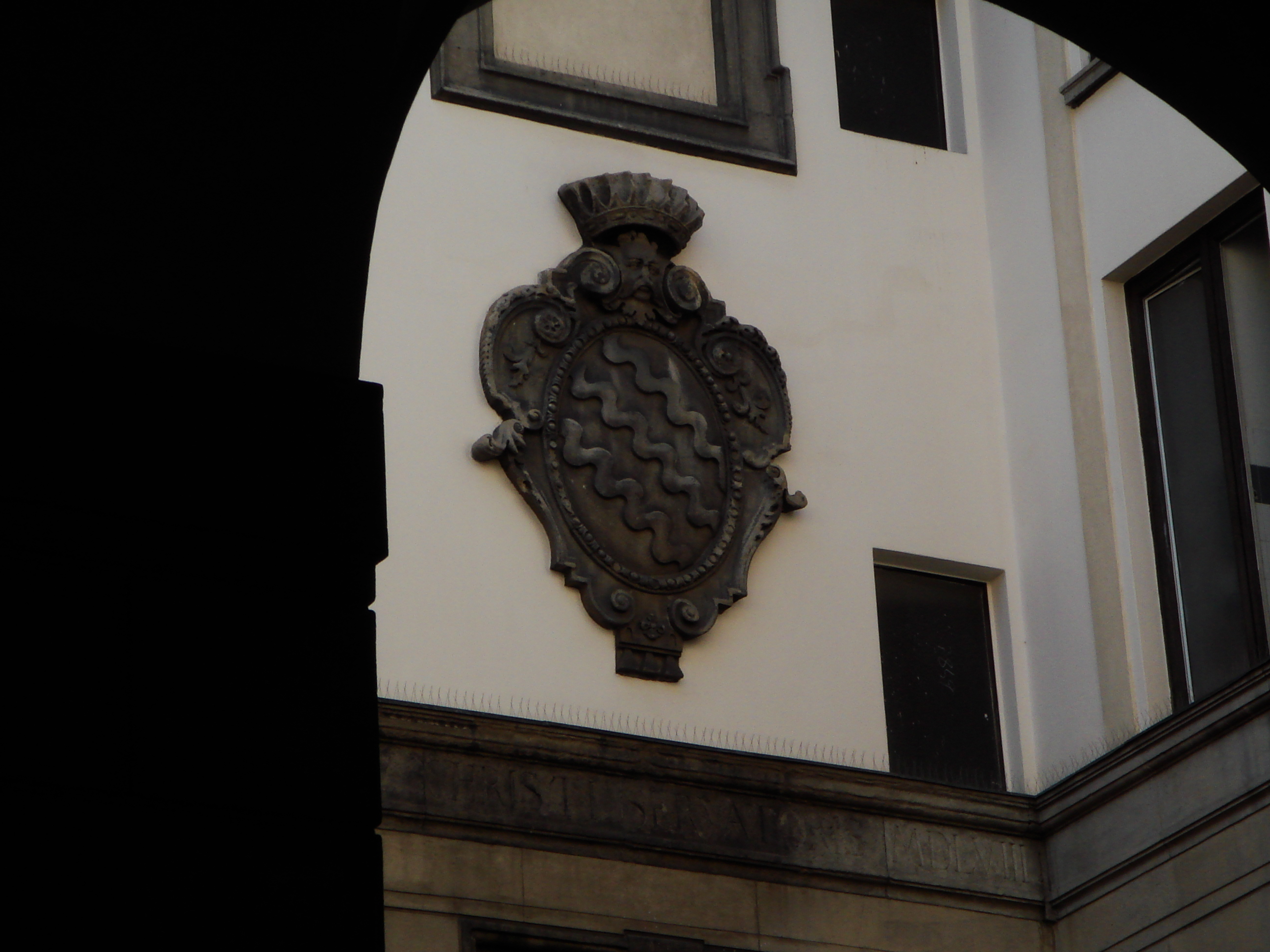
Stemma della famiglia Marino all'interno del cortile

Il palazzo voluto dal conte Tommaso Marino ne ospitò la moglie, la bella Bettina Doria, anch'essa genovese e strettamente imparentata con Andrea Doria, grande ammiraglio e figura di spicco della Repubblica di Genova, e i suoi cinque figli: Bartolomea, Clara, Niccolò, Andrea e Virginia. Quest'ultima, maritata De Leyva, vi generò nel 1575 la futura Suor Virginia, monaca dal tragico destino che ispirò a Manzoni il personaggio della Monaca di Monza.
Alla morte di Tommaso Marino, la grande prosperità della famiglia subì un profondo tracollo, che sarebbe culminato nel 1577 col pignoramento da parte dell'amministrazione pubblica dello stesso palazzo, a saldo dei numerosi debiti contratti.

### Il palazzo dal Seicento all'Ottocento

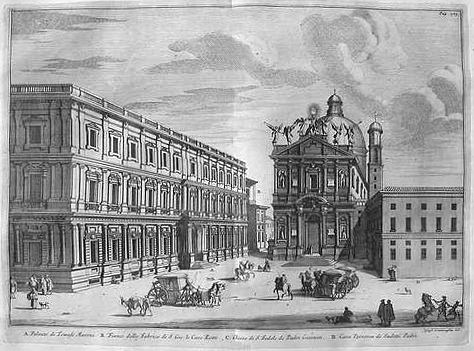
Piazza San Fedele a Milano in un'incisione del 1704. Sulla sinistra, Palazzo Marino

Durante questo lungo periodo il palazzo cominciò a deperire e nel 1626 vide la rimozione delle balaustre sovrastanti il cornicione perché pericolanti. Nel 1632 lo Stato, che stava affrontando la "famosa" peste, cedette il palazzo agli eredi del banchiere Carlo Omodei, fratello di Emilio Omodei, grande finanziatore del governo spagnolo, ad estinzione di un debito nei confronti della famiglia di 80.000 scudi. Gli Omodei non abitarono mai il palazzo che continuò ad essere chiamato dei Marino. Al piano terreno continuarono a svolgersi attività di carattere fiscale (gabelle e dazi), mentre il piano nobile veniva di volta in volta affittato a personaggi illustri.
Nel 1772, con la riforma fiscale di Maria Teresa d'Asburgo, arrivarono a svolgere i compiti fiscali i Fermieri e nel 1781, con l'abolizione della Ferma generale voluta da Pietro Verri, sarebbe stato lo stesso Verri ad adoperarsi perché il palazzo tornasse nelle mani dallo Stato come sede dei nuovi uffici finanziari e fiscali. Il passaggio di proprietà avvenne il 14 luglio 1781 per la somma di 250.000 lire. L'acquisto permise una serie di restauri e il completamento della facciata verso via Case Rotte, condotta seguendo lo stile originale dell'Alessi sotto la rigida supervisione del Piermarini, che stava operando in quella zona diversi interventi. Nel palazzo trovarono dunque posto la Regia Camera dei Conti, la Regia Intendenza Generale, la Tesoreria, il Dazio Grande con i suoi uffici e la Cassa imperiale del Banco di Vienna.
Durante il Regno d'Italia cambiarono i nomi dei responsabili, ma gli uffici permasero con le stesse funzioni. Trovarono inoltre sede nel palazzo il Ministero delle Finanze, il Pubblico Tesoro e la Dogana. Con la Restaurazione al primo piano si sarebbero trasferiti i locali della corte, mentre al pian terreno la dogana, gli uffici della liquidazione, della tesoreria e della cassa centrale.

### Il restauro (1872-1892) quale sede del Comune di Milano

La facciata verso piazza San Fedele

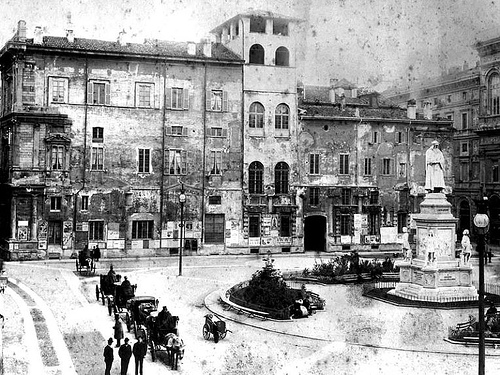
La facciata di Palazzo Marino su piazza della Scala prima del rifacimento portato a termine da Luca Beltrami nel 1892

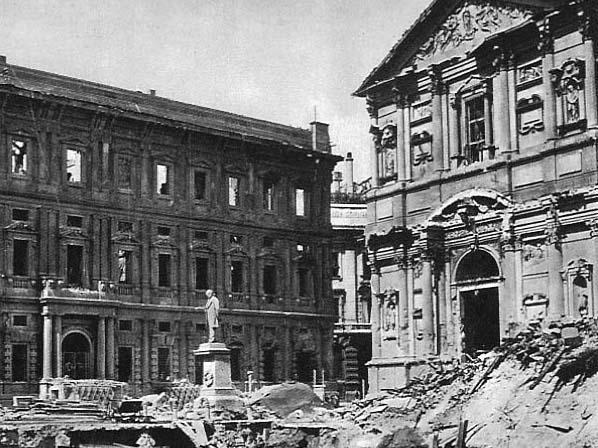
Il palazzo dopo i bombardamenti alleati del 1943

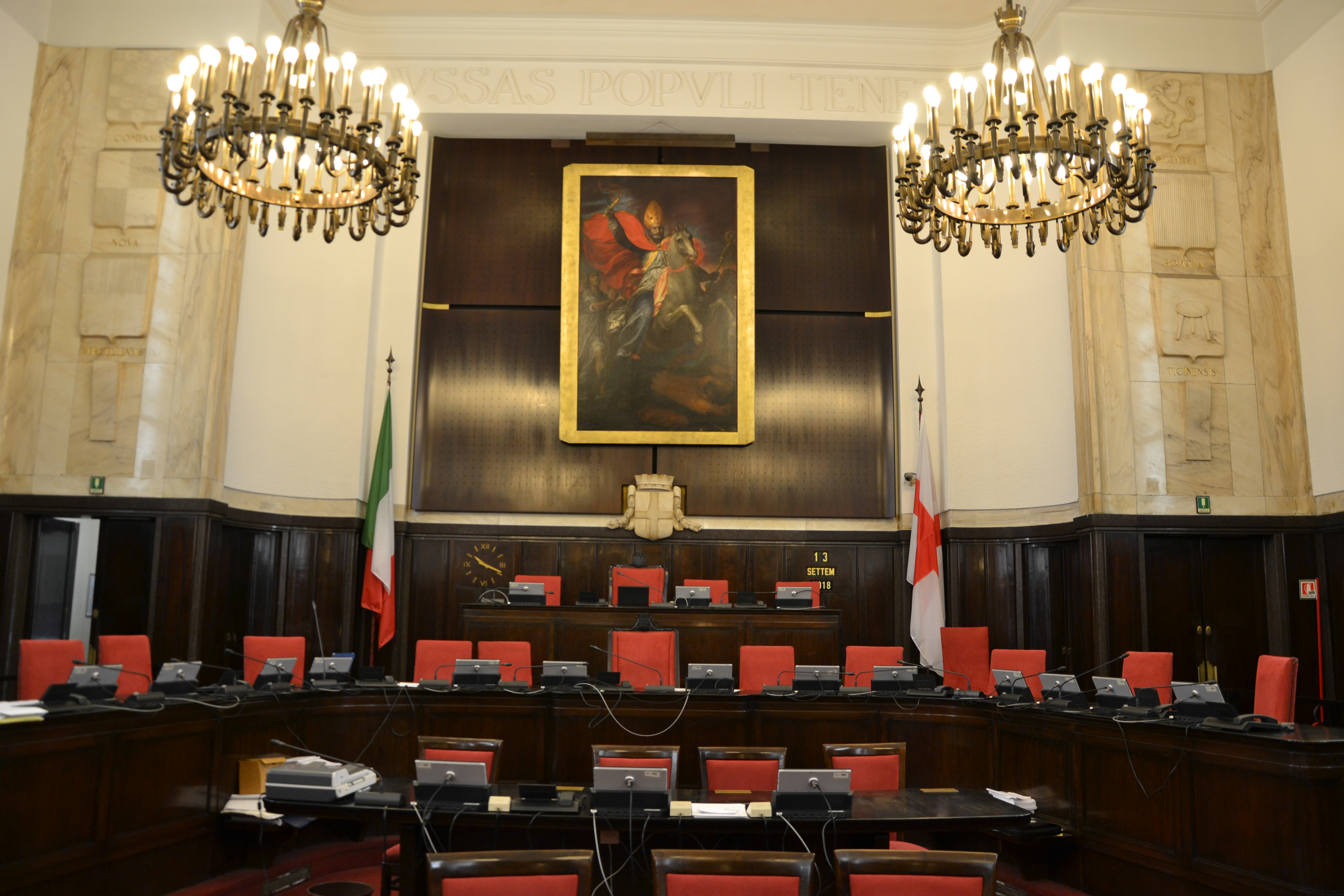
La sala del consiglio comunale

Nel 1848, dopo le Cinque giornate di Milano, il palazzo interruppe per alcuni mesi il proprio ufficio burocratico e divenne sede del Governo provvisorio della Lombardia. Liberata la Lombardia dagli Austriaci nel 1859, il palazzo passò dalla proprietà dello stato a quella del comune tramite una permuta tra Stato e Comune tra Palazzo Carmagnola e Palazzo Marino.
Il 19 settembre 1861 Palazzo Marino divenne ufficialmente sede del Comune, mentre le funzioni fiscali fino ad allora presenti nel palazzo si trasferirono nel Broletto. In precedenza il municipio di Milano era situato all'interno di Palazzo Carmagnola.
L'acquisto del palazzo da parte del comune coincise con la demolizione dell'isolato posto tra il palazzo e la Scala e l'apertura della nuova piazza della Scala. Su questa piazza, impreziosita dal monumento a Leonardo da Vinci, si affacciava ora una sequenza di vecchi stabili, giudicati indegni di rappresentare la nuova Amministrazione Comunale e il nuovo volto italiano della Milano all'indomani dell'Unità d'Italia.
Anche gli interni del palazzo risultavano essere parecchio malandati, a cominciare dal grande Salone d'Onore. Nel 1872 Angelo Colla venne incaricato del restauro del salone, mentre contemporaneamente venne bandito un concorso per la nuova facciata su piazza della Scala. La crisi economica di quegli anni tuttavia provocò un rinvio dell'opera fino al 1888 quando venne approvato il progetto di Luca Beltrami, portato a compimento nel 1892.
A questo primo profondo restauro ne seguirà un secondo alla fine della seconda guerra mondiale per ripristinare le parti abbattute dalle bombe del 1943. Particolarmente danneggiato risultò lo stesso Salone dell'Alessi. Gli stucchi originali della volta vennero sostituiti dalla rappresentazione dell'Aurora, del Giorno, del Crepuscolo, della Notte sopra le finestre. Ai lati delle finestre: Aria, Terra, Acqua e Fuoco scolpiti da Oliva, Supino, Brioschi, Ciminaghi, Gasparetti, Tavenari, Pepe, Ruy, Pellini, Wildt e Saponaro mentre le quattro stagioni ai quattro angoli del Salone d'Onore sono state ridipinte da P. Cortelezzi e G. Valerio. Quest'ultimo restauro si concluse il 12 aprile 1954 sotto la direzione dell'ingegner architetto Arrigo Buonomo.